# Форбант (вождь флегиев)
Форбант — персонаж греческой мифологии из фокейского цикла, вождь племени флегиев и враг Аполлона.

## В мифологии
Форбант упоминается в античных текстах как вождь племени флегиев (или флегийцев), который жил в городе Панопей в Фокиде. Он постоянно выезжал на дорогу, ведущую в Дельфы, и там грабил путников, ехавших в святилище Аполлона с дарами. Как правило, Форбант вызывал своих жертв на состязания — по бегу, борьбе, кулачному бою; он неизменно одерживал победу, потом убивал проигравших, а их отрубленные головы вешал на дуб. Согласно Овидию, именно нежелание столкнуться с «безбожным Форбантом» и «шайкой флегийцев» заставило героя Кеика предпочесть сухопутной дороге в Дельфы не менее опасный морской путь и в результате привело его к трагической гибели.
Разбойничество Форбанта продолжалось, пока не вмешался сам Аполлон. Разгневанный бог явился флегийцам в образе юноши, победил в схватке и убил их вождя. Антиковеды отмечают контраст между этим Форбантом и другим носителем этого имени — любимцем Аполлона.
Сохранились изображения, героя которых исследователи идентифицируют (более или менее уверенно) как Форбанта.